# باليزينو
باليزينو (بالروسية: Балезино) هي مدينة في جمهورية أودمورتيا في روسيا.
يبلغ عدد سكانها حوالي 16209 نسمة.